# Тамар Кац
Тамар Кац (івр. תמר כץ,Tamar Katz, *26 вересня 1988, Даллас, США) — ізраїльська фігуристка, що виступає у жіночому одиночному фігурному катанні. Переможиця Національної першості Ізраїлю з фігурного катання 2005 року, неодноразова учасниця Чемпіонатів Європи (найкраще досягнення — 13-е місце 2007 року) і світу (найвище досягнення — 22-е місце в 2008 році) з фігурного катання, учасниця юніорських і дорослих змагань.

## Кар'єра
Тамар Кац достатньо пізно стала на ковзани — в 11-річному віці. Спортсменка народилась, переважно живе і тренується в США, але представляє на міжнародній арені Ізраїль (зокрема СК Metulla, м.Метула) .
Важливим досягненням Тамар Кац стала перемога на ізраїльській першості з фігурного катання в сезоні 2004/2005.
Лише через один сезон, а саме в сезоні 2006/2007 Тамар почала повноцінно виступати на змаганнях дорослого рівня. Цей дебютний сезон лишається натепер найкращим у кар'єрі Т.Кац — «на Європі» вона стала 13-ю, у світі — 23-ю. Взагалі двічі, у 2007 та 2008 роках, на Чемпіонатах світу з фігурного катання Тамар Кац відбиралася для виконання довільної програми, фінішуючи обидва рази за чільною 20-кою (23-я і 22-а, відповідно). На ЧС з фігурного катання 2009 року спортсменці не вистачило 1-ї позиції для виходу у довільну програму, і вона лишилась на 25-й позиції.

## Спортивні досягнення
| Змагання / Сезони                                  | 2002/2003 | 2003/2004 | 2004/2005 | 2005/2006 | 2006/2007 | 2007/2008 | 2008/2009 | 2009/2010 |
| -------------------------------------------------- | --------- | --------- | --------- | --------- | --------- | --------- | --------- | --------- |
| Чемпіонати світу з фігурного катання               |           |           | 16 QR     |           | 23        | 22        | 25        |           |
| Чемпіонати Європи з фігурного катання              |           |           |           |           | 13        | 16        |           |           |
| Чемпіонати світу з фігурного катання серед юніорів |           |           | 22        |           |           |           |           |           |
| Чемпіонати Ізраїлю з фігурного катання             | 2 J.      |           | 1         |           |           |           |           |           |
| Турніри: «Nebelhorn Trophy»                        |           |           |           |           |           |           |           | 12        |
| Меморіали Карла Шефера                             |           |           |           |           |           |           | 4         |           |
| Турніри «Золотий ковзан Загреба»                   |           |           |           |           | 2         |           |           |           |
| Етапи Гран-Прі: «Skate Israel»                     |           |           |           | 4         |           |           |           |           |
| Етапи юніорського Гран-Прі, Болгарія               |           |           |           |           |           | 9         |           |           |
| Етапи юніорського Гран-Прі, Хорватія               |           |           |           |           |           | 16        |           |           |
| Етапи юніорського Гран-Прі, Японія                 |           |           |           | 12        |           |           |           |           |
| Етапи юніорського Гран-Прі, Румунія                |           |           | 8         |           |           |           |           |           |
| Етапи юніорського Гран-Прі, Німеччина              | 10        |           | 12        |           |           |           |           |           |
| Олімпійські молодіжні дні                          |           |           | 9 J.      |           |           |           |           |           |

- J = юніорський рівень; QR = кваліфікаційний раунд